# Mitch Grassi
Mitchell Coby Michael Grassi (Arlington, 24 luglio 1992) è un cantante statunitense. Musicista e compositore, conosciuto per la sua voce da tenore acuto, capace di cantare anche parti da soprano, Grassi è arrivato all'attenzione internazionale come fondatore e interprete di due gruppi: il quintetto a cappella collettivo Pentatonix e il duo Superfruit con Scott Hoying. A giugno 2021, i Pentatonix hanno pubblicato undici album (due dei quali sono stati i numeri uno) e due EP, hanno avuto quattro canzoni nella Billboard Hot 100 e hanno vinto tre Grammy come "il primo gruppo a cappella a raggiungere il successo mainstream in il mercato moderno». A gennaio 2023, il canale YouTube dei Pentatonix ha oltre 20 milioni di abbonati e ha accumulato oltre miliardi di visualizzazioni.
Nell'aprile 2020, Grassi ha debuttato con un soprannome solista, Messer, facendo un DJ set di "una gamma di brani oscuri e techno" all'evento Paper's Club Quarantine Zoom durante la pandemia di COVID-19. "Machine" è stato pubblicato come singolo di debutto di Messer nel luglio 2021, seguito da "Angels Pray" alla fine del mese. L'EP di debutto di Messer, "Roses" è stato rilasciato nell'agosto 2021.

## Vita privata ed educazione
Grassi è nato il 24 luglio 1992 ad Arlington, Texas, da Nel e Michael (Mike) Grassi. È di origini per metà italiane e per metà miste scozzesi, irlandesi e gallesi. I suoi genitori si sono trasferiti nell'area di Dallas-Fort Worth, in Texas, a metà degli anni '80 per la carriera di Michael nel settore aereo. Grassi ha una sorella maggiore, Jessa, e ricorda di cantare con lei brani pop e canzoni natalizie in spettacoli di varietà fatti in casa per i suoi genitori quando era molto giovane. Anche suo zio Tony era "un tenore acuto e aveva una gamma incredibile".
Ha incontrato Scott Hoying, altro co-fondatore dei Pentatonix e suo partner nel duo Superfruit, quando era giovane. Ha anche incontrato Kirstin Maldonado, altra fondatrice dei Pentatonix, quando aveva nove o dieci anni ed entrambi stavano facendo teatro musicale. Grassi e Hoying erano entrambi attivi nelle arti teatrali ad Arlington e si sono incontrati quando sono stati scritturati nel musical Annie; entrambi suonano anche il pianoforte. Erano "ridacchianti" insieme ma non sono stati subito migliori amici; successivamente sono stati divisi per essere mandati in scuole diverse per un anno e mezzo, per poi ritrovarsi mentre si esibivano nel musical Charlie and the Chocolate Factory. Sebbene entrambi fossero ancora "chiusi" all'epoca, sentono di avere una connessione inconscia, così come i loro interessi di teatro musicale; Il musical preferito di Grassi a Broadway è Rent. Quando aveva quattordici anni, Grassi sapeva di voler diventare un cantante e musicista: "Voglio arricchire la vita degli altri con la musica che faccio, perché è quello che la musica ha fatto per me per tutta la vita".
Quando Grassi aveva diciassette anni è stato ispirato da Lady Gaga e dal suo coming out come parte della comunità LGBTQ, e ammira il suo senso di espressione personale, "Era qualcosa che avevo sempre desiderato fare perché ero sempre stato il ragazzo strano—ho sempre avuto qualcosa, ho sempre voluto fare un punto e ho sempre voluto essere un individuo". Grassi e Hoying, apertamente gay, hanno una breve relazione ai tempi del liceo, per poi lasciarsi rimanendo comunque migliori amici.
I Pentatonix nascono come trio, poiché Grassi, Hoying e Maldonado facevano insieme parte di un coro per la maggior parte delle loro carriere liceali. Grassi e Maldonado hanno anche fatto insieme teatro di comunità. I tre hanno rapidamente messo insieme una cover a cappella di "Telephone", brano del 2010 di Lady Gaga in collaborazione con Beyoncé per competere in un concorso di una stazione radio locale per incontrare i membri del cast di Glee. Non hanno vinto ma hanno continuato a competere e ad esibirsi, guadagnando notorietà.
Hoying ha sentito parlare del concorso per un reality show chiamato "The Sing-Off" per spettacoli a cappella; si è interessato al genere una volta al college. Era la prima volta che i tre si abbracciavano davvero al genere a cappella. Lo spettacolo richiedeva che i gruppi avessero cinque o più membri, quindi reclutarono il basso Avi Kaplan e il violoncellista/beat boxer Kevin Olusola. Grassi ha saltato la cerimonia del diploma di scuola superiore per fare un'audizione per "The Sing-Off" del 2011. Dopo aver vinto, tutti si sono trasferiti a Los Angeles per intraprendere la carriera di artisti discografici. L'obiettivo principale del gruppo era quello di diventare il primo gruppo moderno mainstream a cappella, cosa che hanno fatto.
Grassi è apertamente gay; I nostri lettori lo hanno votato come il secondo scapolo gay più idoneo dietro Adam Lambert nel 2017. È noto per giocare con l'espressione di genere, come indossare vestiti da donna e tacchi, e ha affermato di usare sia pronomi maschili che femminili. Dal 2016 Grassi vive a Los Angeles, in California.
Nel 2018, Grassi ha acquistato una casa sopra Mulholland Drive nelle colline di Hollywood per 1,73 milioni di dollari; la casa ad un piano con due camere da letto include viste su Griffith Park e sull'insegna di Hollywood. Per affrontare l'impossibilità di registrare come gruppo a causa della pandemia di COVID-19, l'etichetta dei Pentatonix, RCA Records, ha finanziato studi interni per ogni membro. Lo ha messo in vendita nel 2020.

## Pentatonix

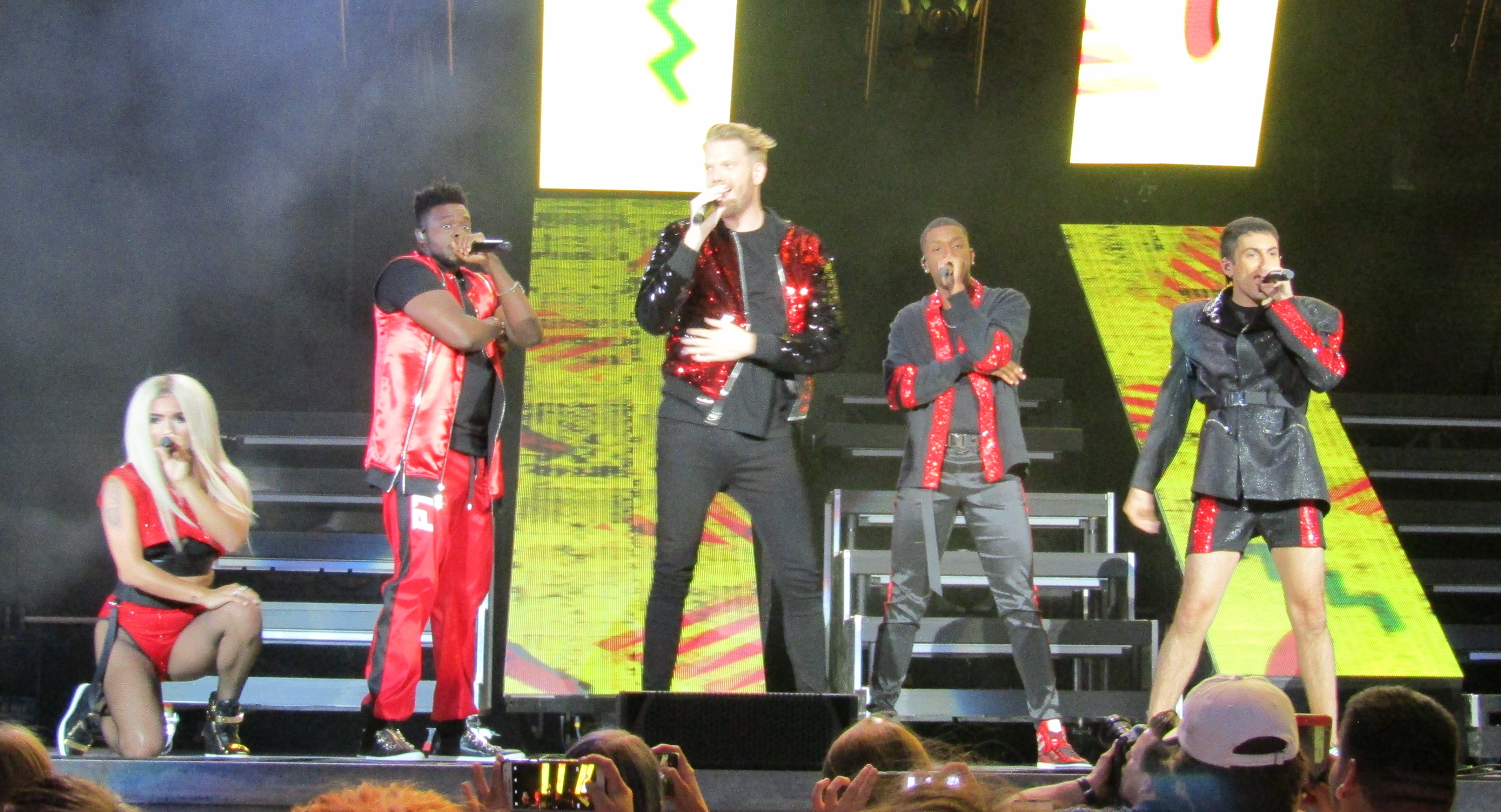
I Pentatonix durante uno dei loro concerti. Da sinistra Kirstin Maldonado, Kevin Olusola, Scott Hoying, Matt Sallee e Mitch Grassi.

I Pentatonix sono un quintetto a cappella collettivo. La maggior parte delle loro canzoni cover e gran parte del loro successo deriva dai tour, anche internazionali. Hanno guadagnato l'attenzione nazionale negli Stati Uniti partecipando al reality show a cappella della NBC "The Sing-Off" nel 2011, che hanno vinto. Il gruppo ha ottenuto un'etichetta discografica, che li ha abbandonati perché il loro pubblico era troppo di nicchia, senza alcuna garanzia di vendere album o biglietti per i concerti, ma Grassi ha ritenuto che alla fine fosse vantaggioso poiché verso la fine del 2012, i Pentatonix hanno iniziato a pubblicare video su YouTube creando una base di fan internazionale.  I Pentatonix hanno anche pubblicato l'EP di debutto, PTX, Volume 1, sulla loro nuova etichetta nel giugno 2012, seguito da un EP di Natale, PTXmas a novembre. Hanno registrato cover di successi pop come "Somebody That I Used to Know" (2011) di Gotye, "Gangnam Style" (2012) di Psy e "We Are Young" (2011) di Fun. Il loro grande successo è stato un video del novembre 2013 che vedeva un medley di canzoni dei Daft Punk, ha avuto dieci milioni di visualizzazioni nella prima settimana dalla sua uscita ed è salito a oltre 150 milioni di visualizzazioni; a gennaio 2020 ha oltre 320 milioni di visualizzazioni.
A marzo 2015 avevano 7,6 milioni di abbonati YouTube, saliti a diciassette milioni a ottobre 2019; con oltre tre miliardi di visualizzazioni di video. A febbraio 2020, avevano oltre 4,4 miliardi di visualizzazioni; hanno anche due milioni di follower su Instagram e 3,6 milioni su Facebook. A gennaio 2023 hanno 20milioni di abbonati su YouTube.
Pubblicano continuamente video di YouTube, quasi tutti con più di un milione di visualizzazioni. Fanno anche molti tour in tutto il Nord America, Europa, Asia e Australia, oltre una quarantina di paesi stimati a dicembre 2016; e ho avuto cameo in spettacoli e film come Bones e Pitch Perfect 2 (2015); il loro programma televisivo, A Pentatonix Christmas Special (2016), e il loro primo film in collaborazione con la Disney Pentatonix: around the world for the holidays (2022) in streaming su Disney+.
A giugno 2021, i Pentatonix hanno pubblicato undici album, dieci dei quali hanno raggiunto la Top Ten della Billboard 200, vendendo tutti dieci milioni di album, inclusi due album al numero uno e cinque di musica natalizia, e hanno avuto quattro canzoni nella Billboard. Hot 100, e hanno vinto tre Grammy. Le loro tre vittorie ai Grammy sono state per: Daft Punk medley omaggio al duo di musica elettronica francese (2015); versione di "Dance of the Sugar Plum Fairy" di Pyotr Ilyich Tchaikovsky (2016); Jolene con la collaborazione di Dolly Parton (2017). Oltre ai loro tour regolari, utilizzano la loro vasta musica natalizia per i tour natalizi. Il loro That's Christmas to Me (2014) è l'album di Natale con le classifiche più alte di un gruppo di due o più persone dal 1962.
I singoli membri trovano ispirazione per fare cover di brani recenti, oltre che di classici internazionali, poi se decidono come gruppo è una buona accoppiata, compongono un arrangiamento; il loro amico Ben Bram è anche il loro produttore e il loro co-arrangiatore. Grassi è influenzato dalla musica elettronica; il suo mentore dei sogni e la sua più grande influenza è Imogen Heap. Sebbene siano conosciuti per le loro cover e le canzoni popolari ri-arrangiate, la band ha pubblicato il loro primo album, Pentatonix, nell'ottobre 2015, ed era tutta musica originale; ha anche segnato la prima volta che un gruppo a cappella ha avuto l'album in cima alla classifica degli album di Billboard 200. Il loro tour in Nord America tutto esaurito quell'anno è stato documentato nel film On My Way Home. Grassi ha notato che lui e Hoying, essendo entrambi apertamente gay, sono stati apprezzati dai fan del gruppo; un gruppo demografico comune è costituito da abitanti del Midwest e cristiani che commentano che la coppia li ha aiutati ad accettare i loro figli LGBTQ.
Grassi è un tenore, ma con l'estensione vocale di cinque ottave -da F2 (Fa) a B7 (Si)- può cantare parti di soprano.

## Superfruit

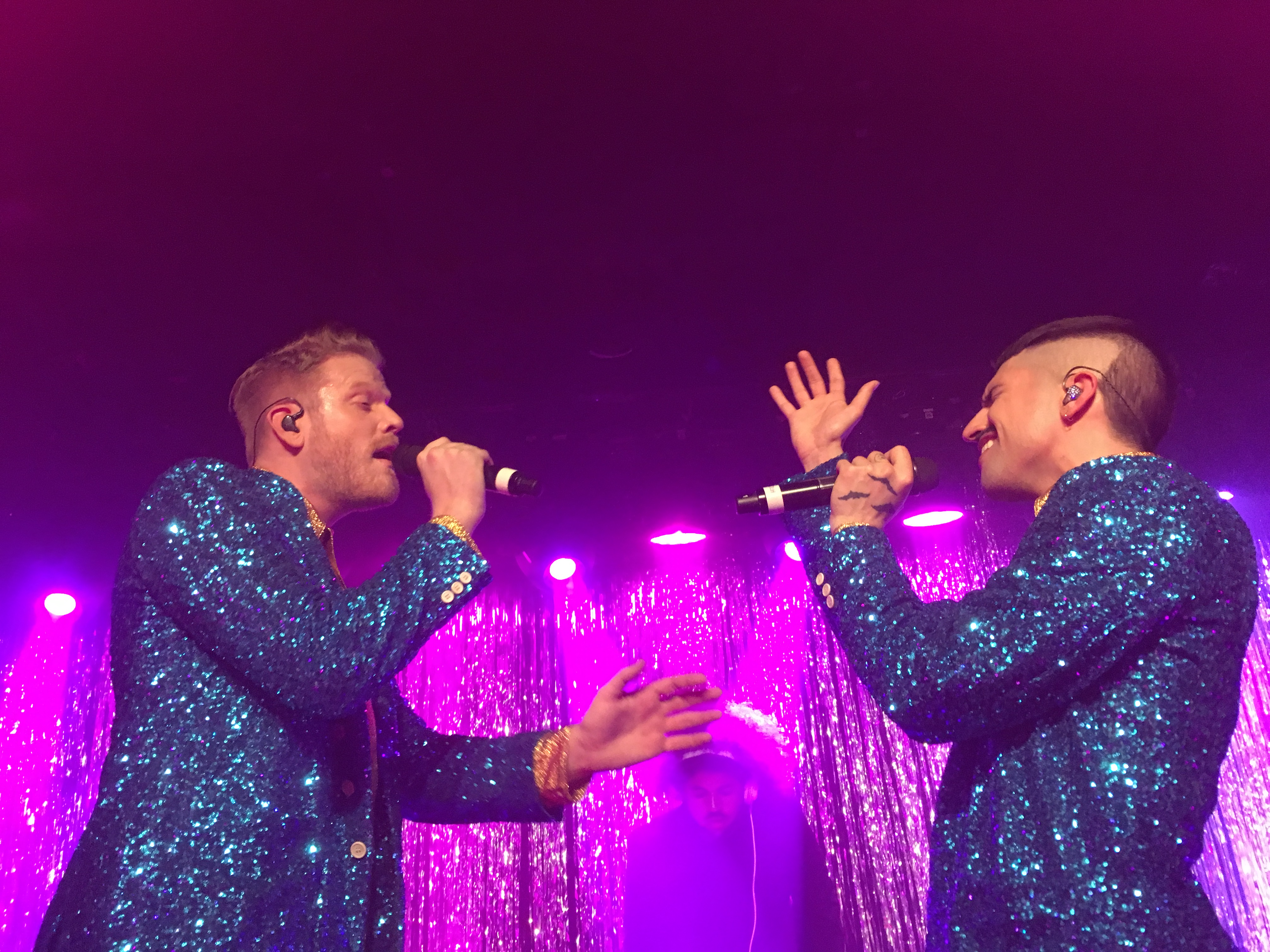
Superfruit - Scott Hoying e Mitch Grassi durante il loro primo concerto live a Los Angeles

Grassi e Scott Hoying, amici da una vita, guadagnano rapidamente un seguito su YouTube con scenette vlog, video comici e duetti; dopo centinaia di video hanno visto che quelli musicali erano i più apprezzati, quindi hanno creato Superfruit. Alcuni dei loro video virali includono: "Frozen medley" (con oltre tredici milioni di visualizzazioni ad aprile 2016); un "Evolution of Miley Cyrus" (12,8 milioni) e un medley di album di Beyoncé (con oltre dodici milioni). Secondo Hoying, Superfruit "è venuto dalla mente casuale di Mitch". Hoying ha osservato: "La nostra prima regola con l'avvio di Superfruit è stata: questo è per divertimento, questo è per essere liberi e fare quello che vogliamo. Quindi, scriviamo storie che vogliamo scrivere, facciamo video che vogliamo fare, non poniamo limiti su di esso. E non importa tanto calcolarlo dove pensiamo che potrebbe avere più successo... E penso che sia per questo che è così bello per i fan.". Il primo video di Superfruit è stato rilasciato il 13 agosto 2013. La navigazione dei Pentatonix rispetto ai progetti del duo e agli orari dei tour è stata semplificata dalla regola del quintetto secondo cui gli impegni dei gruppi più grandi vengono prima di tutto.
Hanno iniziato a incorporare musica originale nel progetto, a partire dal 2016. Il primo EP di Superfruit, Future Friends, Part One, è stato pubblicato a giugno 2017, Part Two a settembre 2017, seguito da un album completo con lo stesso nome. Il concetto dell'EP è che un'amicizia può essere ancora più profonda di qualsiasi componente romantica. Hanno scritto con cantautori e produttori collaboratori tra cui Robopop, Justin Tranter e John Hill; e ha prodotto video per ogni canzone. L'album ha ottenuto il plauso della critica ed è salito al nono posto nella classifica degli album di Billboard 200.
Il video di debutto di Superfruit per Future Friends, "Imaginary Parties", è stato notato da InStyle per le mode audaci che la loro stilista Candice McAndrews li ha aiutati a ottenere. Anche McAndrews ha lavorato con i Pentatonix sin dall'inizio. Ha usato Gucci e Balenciaga per elevarsi con l'ispirazione dell'alta moda e "un approccio pop art al loro look". Grassi indossa abiti femminili al novanta per cento, ed è entusiasta di esprimere un lato più femminile; sente che "l'abbigliamento è senza genere. Riguarda l'espressione, il sentimento e l'arte di farlo".

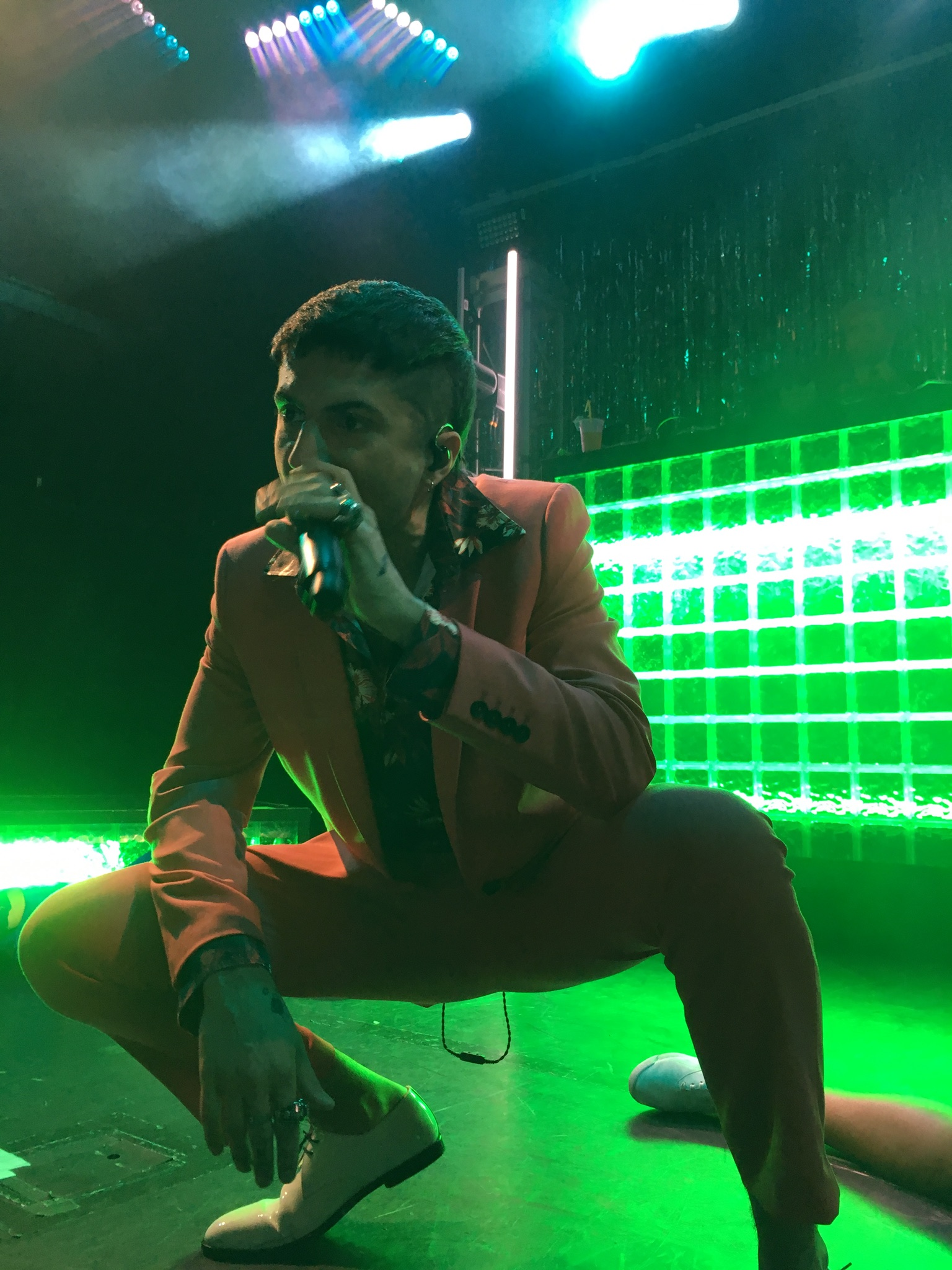
Mitch Grassi durante uno show con Superfruit

Future Friends Part One include: 
1. Imaginary Parties;
2. Bad 4 us;
3. Worth it (Perfect);
4. Vacation;
5. Sexy Ladies;
6. Heartthrob;
7. Future Friends

Future Friends Part Two include: 
1. How you feeling?;
2. Hurry up!;
3. Deny U;
4. Goodbye from Lonely;
5. Guy.exe;
6. Fantasy (Ft. Amber Liu);
7. Keep Me Coming

## Messer
Nell'aprile 2020, la rivista Paper Magazine ha annunciato che Grassi avrebbe debuttato con il suo progetto solista, Messer, a un evento Club Quarantine Zoom durante la pandemia di Covid-19 (coronavirus). Questa prima uscita online di Messer era un DJ set di "melodie oscure e techno", ma Grassi avrebbe successivamente pubblicato musica da solista con questo soprannome. L'anno successivo, Messer è apparso in "READY2DIE", la dodicesima traccia dell'album Cheetah Bend di Jimmy Edgar. PItchfork ha elogiato il "contrappeso esilarante ed euforico" prestato alla traccia dalla performance vocale di Messer.
Il 1º luglio del 2021, Messer rilascia il singolo "Machine", il 30 dello stese mese, il secondo singolo "Angels Pray". Questi, insieme ad altre tre tracce, fanno parte del suo primo EP, "Roses", rilasciato il 28 agosto del 2021.
Roses EP include:
1. Angels Pray
2. Machine
3. Boy in the Pictures
4. Gasoline Tears
5. Roses

In ottobre del 2021 decide di collaborare con un artista da lui molto amato, Planningtorock, e insieme danno vita alla versione remix di Boy in the Pictures, "Boy in the Pictures, Planningtorock's Planningtosurrender", rilasciata il 15 ottobre insieme ad un altro singolo di Messer "Love Supply".
Il 10 giugno del 2022, Messer rilascia il singolo "Leather" scritto in collaborazione con il suo partner creativo non che grande amico, Austin Macedo.
Il 14 Gennaio del 2023 vede il suo primo show da solista al Moroccan Lounge di Los Angeles.

## Apparizioni in pubblico
Grassi è diventato noto per essere audace ed avventuroso quando si parla di moda; sente che "l'espressione di sé, soprattutto attraverso la moda, è molto importante" per lui. Spiega di avere un "interesse totalmente all'avanguardia per l'arte, la moda e la musica" e una dualità con i Pentatonix per rispettare il business e la base di fan allo stesso tempo. Si ispira a "fine anni '80, primi anni '90" e si interessa al vintage Martin Margiela, uno stilista belga; e Demna Gvasalia, stilista e direttore creativo di Balenciaga e Vetements.

## Discografia
Pentatonix
Articolo completo: Discografia dei Pentatonix
Superfruit
| Titolo                 | Anno | Dettagli                                  |
| ---------------------- | ---- | ----------------------------------------- |
| Future Friends (album) | 2017 | Formato: download digitale, CD, streaming |
| The Promise (singolo)  | 2019 | Formato: download digitale, streaming     |

Messer
| Titolo | Dettagli |
| ------ | --- |
| Roses  | - Pubblicazione: 27 agosto 2021 - Etichetta: Schwingungen (auto-rilasciata) - Formato: download digitale, streaming |

| Titolo              | Album                                 | Anno |
| ------------------- | ------------------------------------- | ---- |
| Angels Pray         | Roses (rilasciata anche come singolo) | 2021 |
| Machine             | Roses (rilasciata anche come singolo) | 2021 |
| Boy in the Pictures | Roses                                 | 2021 |
| Gasoline Tears      | Roses                                 | 2021 |
| Roses               | Roses                                 | 2021 |
| Love Supply         | singolo                               | 2021 |
| Leather             | singolo                               | 2022 |

| Titolo                                                  | Anno | Artista        | Album        |
| ------------------------------------------------------- | ---- | -------------- | ------------ |
| READY2DIE                                               | 2021 | Jimmy Edgar    | Cheetah Bend |
| Boy in the Pictures Remix - Planningtosurrender version | 2021 | Planningtorock | singolo      |

## Filmografia

### Televisione
- Bones The Strike in the Chord stagione 11, episodio 16 (2017)
- Pentatonix: around the world for the holydays (2022)

### Cinema
- Appuntamento a Natale (Meet Me Next Christmas), regia di Rusty Cundieff (2024)

## Premi
| Anno | Categoria                                | Lavoro       | Risultato |
| ---- | ---------------------------------------- | ------------ | --------- |
| 2017 | Miglior coreografia in un video musicale | "Sweet Life" | Vinto     |

| Anno | Categoria                                       | Lavoro                          | Risultato |
| ---- | ----------------------------------------------- | ------------------------------- | --------- |
| 2015 | Miglior arrangiamento, strumentale o a cappella | "Duft Punk" medley              | Vinto     |
| 2016 | Miglior arrangiamento, strumentale o a cappella | "Dance of the Sugar Plum Fairy" | Vinto     |
| 2017 | Miglior duo country/ gruppo musicale            | "Jolene" ft. Dolly Parton       | Vinto     |

| Anno | Categoria                 | Lavoro             | Risultato |
| ---- | ------------------------- | ------------------ | --------- |
| 2014 | Miglior cover             | "Duft Punk" medley | Vinto     |
| 2014 | Miglior canzone originale | "Love Again"       | Vinto     |

| Anno | Categoria          | Lavoro                                | Risultato |
| ---- | ------------------ | ------------------------------------- | --------- |
| 2013 | Risposta dell'anno | "Radioactive" (with Lindsey Stirling) | Vinto     |
| 2015 | Artista dell'anno  | Pentatonix                            | Vinto     |

| Anno | Categoria                  | Lavoro     | Risultato |
| ---- | -------------------------- | ---------- | --------- |
| 2015 | Miglior Artista di YouTube | Pentatonix | Vinto     |